# Józef Bielawski (biolog)
Józef Franciszek Bielawski (ur. 29 grudnia 1932 w Chojnicach, zm. 15 kwietnia 2021) – polski biolog, prof. dr hab.

## Życiorys
W 1956 ukończył studia na Uniwersytecie im. Adama Mickiewicza, już od 1955 pracował na macierzystej uczelni. Obronił pracę doktorską, następnie uzyskał stopień doktora habilitowanego. Od 1969 kierował Zakładem Cytologii i Histologii. Otrzymał tytuł profesora w zakresie nauk przyrodniczych. Pracował w Instytucie Biologii Eksperymentalnej na Wydziale Biologii Uniwersytetu im. Adama Mickiewicza.
W 1988 został odznaczony Krzyżem Kawalerskim Orderu Odrodzenia Polski.
Zmarł 15 kwietnia 2021.